# البعارير أولاد ابراهيم (زاوية سيدي الطاهر)
البعارير أولاد إبراهيم هي إحدى مشيخات المملكة المغربية، تتبع جغرافيا لإقليم تارودانت وإداريًا لزاوية سيدي الطاهر. يقدر عدد سكانها بـ 9506 نسمة حسب الإحصاء الرسمي للسكان والسكنى لسنة 2004.